# Oecophylla obesa
Oecophylla obesa är en myrart som först beskrevs av Oswald Heer 1850.  Oecophylla obesa ingår i släktet Oecophylla och familjen myror. Inga underarter finns listade i Catalogue of Life.